# Scilla lakusicii
Scilla lakusicii är en sparrisväxtart som beskrevs av Šilic. Scilla lakusicii ingår i släktet blåstjärnesläktet, och familjen sparrisväxter. Inga underarter finns listade i Catalogue of Life.